# Dyskredytacja
Dyskredytacja – rodzaj krytyki, która:
a) nie dotyczy meritum, lecz osoby;
b) nie jest analizą i syntezą opisową, ale wypowiedzią ocenno-perswazyjną;
c) jest rezultatem i przejawem własnego zaangażowania w sprawę, w jakiś spór podyktowany rozbieżnością interesów i poglądów;
d) jest nieżyczliwa (choć niekoniecznie złośliwa);
e) służy dyskwalifikacji przeciwnika, a nie wpływaniu na jego poprawę.